# Pseudomeloe brevicornis
Pseudomeloe brevicornis es una especie de coleóptero de la familia Meloidae.

## Distribución geográfica
Habita en Sudamérica.